# União dos Naturais da Guiné Portuguesa
A União dos Naturais da Guiné Portuguesa ou UNGP, foi um movimento independentista da Guiné Portuguesa.